# Dora Carrington
Dora Carrington (Hereford, 29 de març de 1893 – Newbury, 11 de març de 1932). Pintora i decoradora britànica, bisexual, que serà recordada per la seva vida bohèmia amb els companys del Grup de Boomsbury, i sobretot per l'amor tan intens que va viure amb Lytton Strachey, un dels escriptors de més èxit de l'Anglaterra postvictoriana.

## Biografia
Dora de Houghton Carrington coneguda com a Carrington, va nàixer l'any 1883 a Hereford, Herefordshire (Anglaterra) al si d'una família acomodada de classe mitjana. Va a ser la quarta dels cinc fills del matrimoni. Lottie Louise (la seva germana gran), Sam (el seu germà gran), Teddy (mort a la Gran Guerra) i Noel (el seu germà menor al qual va estar molt unida).
El seu pare Samuel Carrington, enginyer ferroviari a les Índies Orientals que havia viatjat per tot el món, va tornar a Anglaterra en plena cinquantena, on es va casar amb una institutriu, Charlotte Elizabeth Houghton, una dona molt tradicional i religiosa de marcat caràcter purità amb qui Dora mai es va a entendre massa bé.
La família, al poc temps de néixer ella, es va mudar a Rothsay Gardens i Dora estudià al Bedford High School, una escola femenina que promovia l'art. "A l'escola, la feina de Dora era indiferent excepte en història natural i art, però el seu gran talent per dibuixar i pintar era obvi per a tothom. (...) El seu èxit artístic a Bedford High School va ser immens. Cada any, la Royal Drawing Society de Gran Bretanya i Irlanda premiava els millors dibuixos de l'escola i els exhibia a Londres. Dos anys després d'ingressar a l'escola, es va convertir en la guanyadora: el 1905 va guanyar Primera Classe per dibuixos imaginatius de figures i el 1906 un Estel de Bronze per dibuix de figures en color ".
La professora de dibuix de l'Institut va recomanar a la família que Dora ingressés en una escola d'art. Com que a Bedford no n'hi havia cap van enviar a Dora a la Slade School of Art (UCL) de Londres. Entre els seus companys i companyes hi eren: C.R.W. Nevinson, Mark Gertler, Stanley Spencer, John Currie, Maxwell Gordon Lightfoo, Dorothy Brett, Paul Nash, John Nash, David Bomberg, Isaac Rosenberg, Edward Wadsworth, Adrian Allinson i Rudolph Ihlee Nevinson. Carrington aviat es va convertir en la personalitat dominant entre els estudiants de Slade, una figura destacada i popular, entre les altres noies i molt entre els joves, va escriure l'artista Paul Nash.
Amb disset anys, se'n va anar a viure sola a Londres, on va començar els canvis artístics i personals. Abans de graduar-se va conèixer a Mark Gertler, amb qui mantingué una particular relació de dependència emocional mútua durant dotze anys. El volia com amic, com a artista, com una germana estima a un germà. "No t'estimo físicament, i tu ho saps però m'agrades molt més que qualsevol altre" li va escriure el 1915. Després del seu pas per Slade va començar a utilitzar el sobrenom Carrington solament, allà era una pràctica comuna que els estudiants es referien els uns als altres utilitzant solament el cognom. Durant un temps va treballar als Omega Workshops i posteriorment treballarà a l'Hogarth Press dissenyant xilografies. El 1911 es canvia el cabell a un estil de pentinat curt tipus patge i això li donà una aparença una mica andrògina, tal com la recordem a les fotos que es conserven d'ella.
Curiosament Gertler, un noi gelós de les companyies masculines de Dora, serà qui al 1915 l'hi va presentar Lytton Strachey, buscant una mica de complicitat, per apropar més a la pintora al seu costat a través del seu confident i amic homosexual. Llavors ella tenia vint-i-anys, tretze menys que Lytton. Gertler també introduí a Carrington a la resta del Grup de Boomsbury: l'escriptora Virginia Woolf, l'economista John Maynard Keynes, el filòsof Bertrand Russell, l'hispanista Gerald Brenan i tants d'altres. Tots i totes plegats detestaven la hipocresia de la societat victoriana; eren cultes, sensibles i rebels, i s'estimaven els uns als altres més enllà dels tabús de l'ortodòxia sexual.
Virginia Woolf va escriure sobre Carrington en el seu diari: "Ella és una estranya barreja d'impuls i autoconsciència ...És una criatura tan ansiosa i animada, tan vermella i sòlida, i alhora curiosa, que no podem deixar d’adorar-la ." Hi havia alguna cosa infantil: les galtes rodones com una poma; els grans ulls blaus, tan plens de llum; el cutis, d'un to entre crema i rosa, suau com la porcellana; el cabell palla i esquitxat d'or, curt i llis com el d'un patge florentí". Durant un cap de setmana a la casa de camp que Virginia Woolf havia llogat a Sussex, i després d'una passejada pels South Downs, on assistien Lytton i Carrington i altres, tot canvia entre ells.
La felicitat de l'artista no podia comparar-se amb res que hagués experimentat abans. Es va proposar a si mateixa resultar indispensable a Lytton, sense renunciar per això a l'amistat de Getler. Els sentiments de Lytton per Carrington van anar evolucionant a mesura que avançava la relació. El 1917 Lytton i Dora, que ja no se separaven mai, anaren a viure junts a Tidmarsh Mill, una casa-molí a Newbury que Carrington trobà. Allò era una processó constant de visitants: diferents membres de la família Stratchey, amics de Carrington i Barbara Hiles, Clive Bell, John Middleton Murry, Saxon Sydney-Turner, Maynard Keynes i el matrimoni Woolf n'eren habituals.

Carington va estimar i va ser estimada per homes i dones, però amb Lytton Strachey, el seu autèntic amor, hi va haver una relació especial menys física i més emocional i de convivència. Això va fer que visquessin junts durant disset anys a Ham Spray. Quan estaven sols, Lytton llegia i escrivia, Carrington cuidava l'hortet i les gallines i s'escapava a les golfes a pintar quadres que no ensenyava a ningú. Es conserven meravelloses reproduccions del jardí, l'hort i el molí. Tots dos van tenir èpoques de flirtejos i relacions més o menys serioses amb altres persones simultàniament, que a vegades convidaven a viure a casa seva, i van arribar a formar una mena de família poliamorosa. Una d’elles va ser Ralph Partridge, un amic d'Oxford del seu germà menor Noel. 

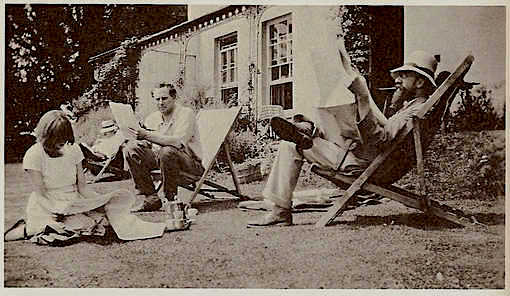
Dora Carrington, Ralph Partridge i Lytton Strachey a la seva casa de Ham Spray (1924)

Partridge es va enamorar de Carrington, que estava enamorada de Lytton, que estava enamorat de Partridge. El 1921 Carrington va acordar casar-se amb Partridge i el van compartir en una sorprenent relació, per l'època victoriana, perfectament documentada per una ingent col·lecció de cartes. Strachey va pagar el casament i també va acompanyar la parella en la seva lluna de mel a Venècia. Els tres es van mudar a Ham Spray House, a Wiltshire, el 1924. Strachey havia comprat la casa en nom de Partridge. Ralph havia estat totalment conquerit per l'amabilitat i les atencions de Lytton, per la seva cura, la seva ment desperta i intel·ligent, pendent d'ell en tot moment. Estava encantat amb ell, però estava enamorat de Carrington
Entremig l'artista tindrà una relació especial amb Gerard Brenan, amic de Ralph, a qui coneix el 1920 en un viatge amb Partridge i Stratchey a Yegen (Andalusia). L'allau de correspondència entre Brenan i Carrington fou realment considerable fins al 1925, i més esparsa entre 1925 i 1932. Ell en volia més d'ella, però quan ho plantejava, ella sempre se'n desentenia. Tanmateix, la correspondència seguia constant i meticulosa; de fet, segurament fou el vincle que els mantingué junts, encara que separats, durant tant de temps.
El 1926, Ralph Partridge va iniciar una aventura amb Frances Marshall i se'n va anar a viure amb ella a Londres. Entre setmana vivia a la ciutat amb Frances com a parella i els caps de setmana es traslladava de visita al camp. Carrington i ell mai es van divorcìar legalment i van continuar sent molt bons amics tota la vida, de la mateixa manera que amb Lytton.

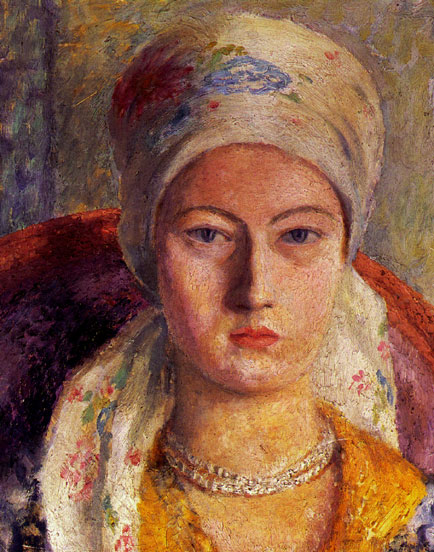
Retrat de Julia F. Strachey fet per Carrington (1928)

El 1928 Carrington va conèixer Bernard «Beakus» Penrose, amic de Partridge, i va començar una aventura amb ell. Un mariner, ric, romàntic i reservat, deu anys més jove que ella amb qui estableix un vincle no intel·lectual, més físic, que no feia perillar la vida amb Lytton a Ham Spray. L'esdeveniment va animar la seva creativitat artística. Penrose volia a Carrington exclusivament per a ell, com l'hi va succeir amb Partridge, un compromís al qual ella es va negar a causa del seu amor per Strachey. L’octubre del 1929 Carrington descobrí que estava embarassada i caigué en una profunda crisi. Va decidir no continuar endavant, perquè mai no va voler ser mare. Aleshores l'aventura amb Beakus es va acabar.
A través de la seva profusa correspondència epistolar també tenim proves d'intenses relacions afectives amb dones, entre les quals van destacar: Henrietta Bingham (1923-1928), intensa amistat amb Virginia Woolf (1923), i Julia Strachey, a qui pintà un retrat (1928-1930).
Va abandonar la pintura per dedicar-se en cos i ànima a la decoració de la casa de Ham Spray, a atendre els nombrosos convidats i, sobretot, a cuidar Lytton Strachey, que tenia una salut molt fràgil.
A la fi del 1931, Lytton caigué greument malalt, li diagnosticaren febre tifoide. Davant la mort imminent de Lytton, el 20 de desembre de 1930, Dora intentà suïcidar-se al garatge amb el cotxe engegat, però Ralph Partridge la va treure a temps. Carrington es va recuperar prou com per passar els últims dies de la vida d’Strachey cuidant-lo. Poques setmanes després, el 21 de gener de 1932, Lytton va traspassar a Ham Spray, en companyia de Carrington, que quedà desfeta, sense cap raó per viure. Després de la seva mort el metges descobriren que havia patit un càncer d'estómac.
Partridge no abandonà Ham Spray durant cinc setmanes pel risc de la situació. A Carrington només algunes cartes la consolaven, entre elles les de Virginia Woolf. El 12 de febrer de 1932 escriu en el seu diari: No puc pensar en res més que el passat, tot em recorda a Lytton. No hi ha ningú que em llegeixi el pensament ara. I la soledat és insuportable. Ningú potser Lytton. Ell tenia el poder de modelar i, per tant, jo no era mai infeliç, al seu costat. Intento oblidar que és veritat.
El 10 de març rebia la visita del matrimoni Woolf a casa. Havia convençut Ralph que estava bé i l'havia deixada sola. L'endemà, l'11 de març,1932, amb l'escopeta que havia demanat a un pagès veí (amb l'excusa de matar conills), es disparara un tret al cor. Va fallar i el tret li va tocar la cama. No va morir a l'instant, i hi va haver temps perquè arribessin Ralph Partridge, Frances Marshall i David Gertler a Ham Spray, dels quals es va poder acomiadar. Era poc abans de fer els trenta-nou anys.
Al seu diari havia copiat un paràgraf de l'Essey sobre el suïcidi (1777) de David Hume: Estic convençut que la vida humana pot ser infeliç i que, si prolongo la meva existència, esdevindrà inintel·ligible. Un home que es retira de la vida no fa mal a la societat. Tan sols deixa de fer el bé. No estic obligat a fer una mica el bé a la societat a canvi d'un mal terrible a mi mateix? Per què he de prolongar una existència miserable?
El seu cos va ser incinerat i les seves cendres enterrades sota els llorers al jardí de Ham Spray House, Wiltshire, Anglaterra.

## Obra i llegat artístic

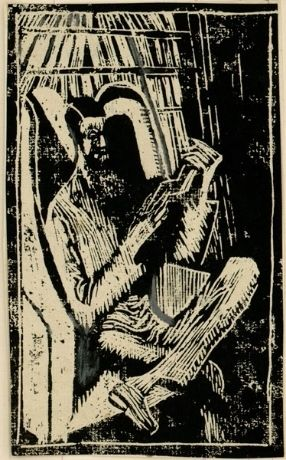
Treball en fusta de Dora Carrington per Lytton Strachey.

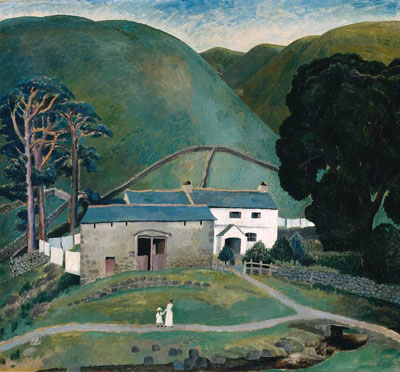
Casa de Carrington i Lytton.

Creadora de retrats i paisatges a Ham Spray, la pintora començà a treballar altres modalitats d'arts aplicades i decoratives, pintant en qualsevol tipus de superfície que tingués a mà, incloent els posagots dels pubs, cartells, teules, vidres, mobles i l'estampació sobre pell. A més d'incorporar-les a l'interior de les cases, va dissenyar la biblioteca a Ham Spray i en confeccionà per a les amistats.
Però mai va donar importància a les seves obres com si l'art fos més un procés que un producte, no signava els seus quadres. Sempre fou una persona insegura, crítica i contradictòria amb la seva obra. Sovint amagava el que pintava i es negava a exposar. Tot i l'encoratjament d'amics i d'amigues: Virginia Woolf li feu múltiples encàrrecs de dissenys de cobertes i estampacions per la Hogarts Press.
Carrington era més coneguda per les seves pintures de paisatges, que s'han relacionat amb el surrealisme. Els seus paisatges barregen els fets de la percepció visual amb els desitjos i fantasies interiors. Els set anys que va passar a Tidmarsh van ser els més productius. Va pintar els paisatges del seu entorn:
- The mill at Tidmarsh, Berkshire (1918)
- Tidmarsh Mill (1918)
- The river pang above Tidmarsh (1918)
- Tree in meadow at Tidmarsh (1919)
- Meadow al Tidmarsh Mill (1919)
- Farm at Watendlath, Cuberland (1921)
- Giles Lytton Strachey (1916)
- Lytton Strachey reading at Tidmarsh (1918)
- Lytton Strachey in his library (1922)
- Lady Strachey (1920)
- E. M. Foster (1920)
- Gerarld Brenan (1922)
- Annies (1917)
- Mrs. Box, farmer's wife at Welcombe, Cornwall (1919)

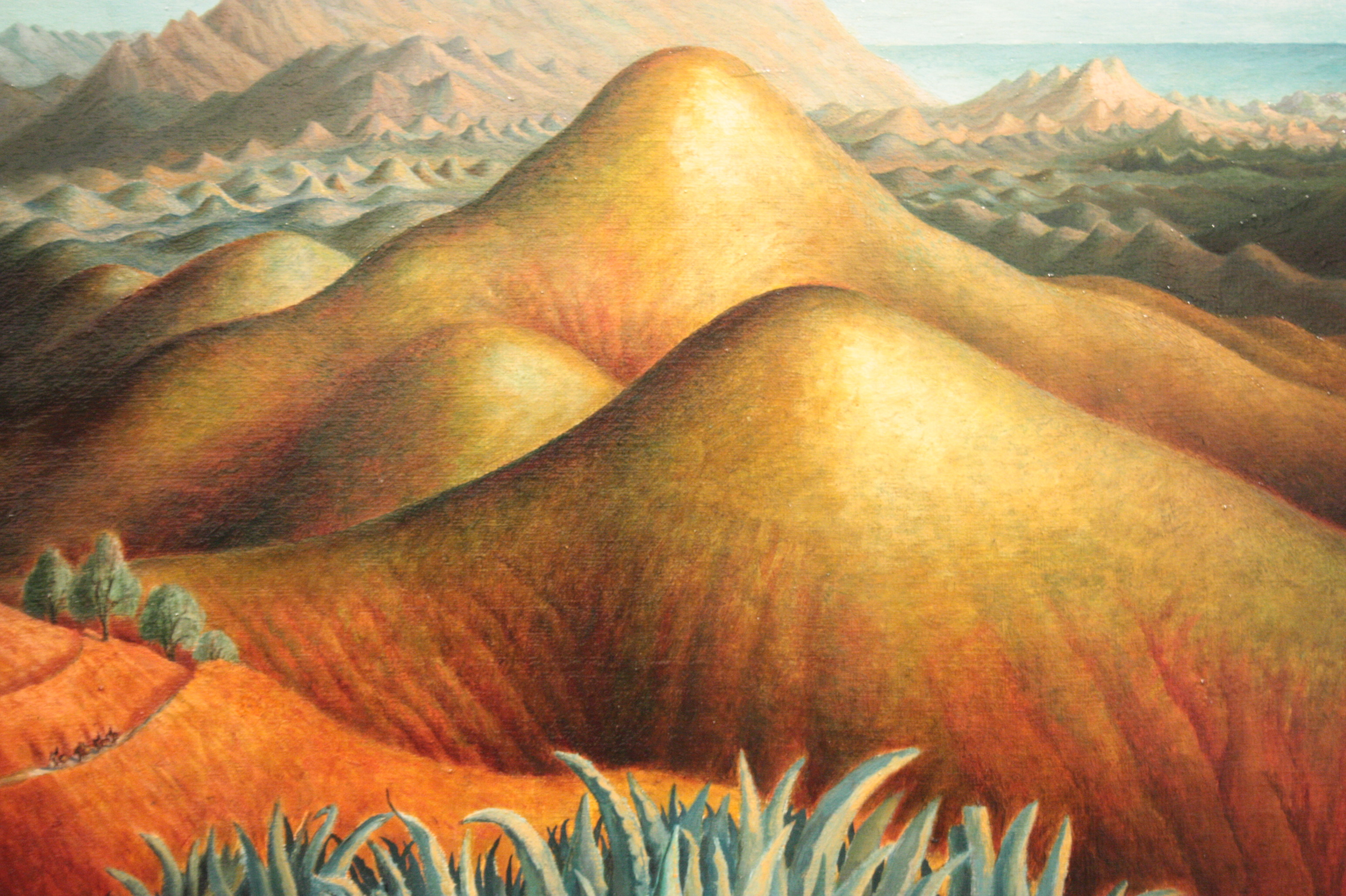
Hill town in Andalusia (1924)

Així mateix, fruit dels seus viatges a Andalusia, pintà magnífics llenços, com:
- Hill town in Andalusia (1924)
- Mountain ranges from Yegen, Andalusia (1924)
- I el retrat Boy with concertina (1924)

En els últims anys la producció pictòrica de Carrington havia davallat enormement i els dubtes personals sobre el seu talent s'havien incrementat. Destaquem:
- el retrat de Julia Strachey (1928)
- el retrat de Janie Bussy (1928)
- els pasatges de The downs from Ham Spray in winter (1929) i Cattle by a pond (1930)
- i els de flors Dahlias (1927) i Cactus (1931)

Carrington no exhibí mai l'obra en vida. Quan morí, els quadres o bé restaren al seu estudi (Ralph Partridge i, més tard, Frances Partridge els tingueren sempre exposats a casa) o bé quedaren esparsos entre família, amics i coneguts. Amb el renaixement del grup de Boomsbury als anys setanta, també es redescobrí el nom de Dora Carrington, i li arribaren els honors silenciats durant quatre dècades. Ella que estimava l'anonimat i no creia en la seva obra.
La primera exposició fou a les Upper Grosvenor Galleries de Londres el 1970 i, la segona, a la Christ Church Picture Gallery d'Oxford el 1978; i la primera retrospectiva, a la Barbican art Gallery de Londres el 1995.
Per sort va arribar a nosaltres part de la col·lecció de ex-libris que Carrington va dibuixar. Hi són disponibles a la web de la prestigiosa Casa d'art Christies.
John Rothenstein, durant gairebé trenta anys director de la Tate Gallery va reconèixer a Carrington com la pintora més seriosament oblidada del seu temps. Ell atribueix aquest oblit a la seva aversió a entrar al mercat de l'art i a la seva indiferència davant els moviments que influïen poderosament els artistes del moment. El 1970, David Garnett va publicar una selecció de cartes i extractes del seu diari, i des de llavors l'apreciació crítica i popular del seu treball ha augmentat considerablement.

## Cinema i television
- La història de Dora Carrington i Lytton Strachey va ser portada al cinema el 1995 a la pel·lícula Carrington, amb Emma Thompson en el paper protagonista. Carrington també apareix com a personatge secundari en el biopic sobre Gerald Brenan Al sur de Granada, que va dirigir Fernando Colomo l'any 2003.
- En 2015 s'estrenarà a la BBC2 britànica una sèrie anomenada "Life in Squares" que es dedicarà a narrar els retirs de l'elit bohèmia que va desencadenar una revolució cultural.

## Bibliografia addicional

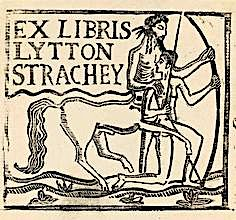
Ex-libris fet per Dora Carrington (1927)